# Marco Nola
Marco Nola (* 3. August 1971 in Bremen) ist ein deutscher Komponist, Musiker, Dirigent, Schauspieler, Regisseur, Produzent und Autor.

## Leben
Marco Nola wurde als Sohn des Film- und Fernsehregisseurs Jürgen Nola und dessen Ehefrau Erika Nola (geb. Beckmann) in Bremen geboren. Als Kinderdarsteller erreichte er Anfang der 1980er Jahre deutschlandweit Bekanntheit, u. a. in der Hauptrolle der ZDF-Kinderserie „Moritzgeschichten“ und als Darsteller in Rudis Tagesshow. Außerdem spielte er von 1983 bis 1984 den Sohn in der Hörfunkreihe Papa, Charly hat gesagt… mit Gert Haucke als Partner, und Sprecher in Hörfunksendungen von Radio Bremen, Hessischer Rundfunk, Sender Freies Berlin, WDR u. a.
1977 erhielt er den ersten Musikunterricht, ab 1988 begann die Ausbildung am Klavier bei der Konzertpianistin Patrizia Boschin. 1990 kam Gesangsunterricht hinzu, ab 1991 Kompositionsunterricht bei Johannes Brinkmann. 1993 begann er ein Studium der Komposition an der Hochschule für Künste Bremen mit den Instrumenten Klavier und Querflöte, zunächst bei David Kosviner und ab 1994 bei Younghi Pagh-Paan.
1988 komponierte er erstmals Filmmusik für den Hessischen Rundfunk (HR) für die Reihe „10 Gebote“. Es folgten zahlreiche Kompositionen für Film und Fernsehen sowie Theatermusik für diverse Schauspielhäuser. Besondere Aufmerksamkeit erlangte er mit seiner Komposition für Orchester und Chor zu dem Stummfilm Faust – eine deutsche Volkssage von F.W. Murnau, uraufgeführt durch das Bremer Philharmonische Staatsorchester 2001, beim „Erbhof-Festival Thedinghausen“ mit weiteren Aufführungen 2002 in Deutschland (Bremen, Gera, Schwäbisch Gmünd). Im selben Jahr gründete er sein eigenes Tonstudio in Bremen, Seven Rays Music. Hier produziert er seit 2001 Musik-CDs, Audioguides für die Kunsthalle Bremen, Hörspielproduktionen und Hörbücher mit Schauspielern wie Will Quadflieg, Günter Lamprecht, Peter Striebeck, Anna Thalbach, Matthias Brandt und Uwe Friedrichsen. 2015 zeichnete er für das Stereomastering und Surroundmastering der Produktion „Knorkatourette“ der Berliner Band Knorkator verantwortlich. Im selben Jahr wurde seine Auftragskomposition Sextett für die Kammerkonzertreihe des Oldenburgischen Staatstheaters im dortigen Kleinen Haus uraufgeführt. 2016 widmet er sich der Überarbeitung seiner „Faust“-Komposition, die 2017 am Stadttheater Bremerhaven erneut aufgeführt werden wird.
Seit 1999 leitet er den Bremer Chor Plan b. Mit diesem hat er 2011/2012 das Programm „Wenn Musik der Liebe Nahrung ist“ unter Mitwirkung von Schauspielern des Theater Bremen und dem Ensemble „Northern Lights“ inszeniert, das 2013 auch als CD von ihm produziert wurde. 2013 brachte er mit Chor Plan b und einem Orchester die deutsche Erstaufführung von „A Child’s Christmas in Wales“ in der Bremer Kulturkirche St. Stephani auf die Bühne. 2014 inszenierte er als Autor und Regisseur die „Revuetherapie“ „Die Betty Wolff Klinik – Heute keine Therapie“ im KASCH in Achim. Seit Ende 2015 arbeitet er außerdem als Regisseur und Produzent an der deutschsprachigen Version der 7-teiligen DVD-Dokumentation Die Alchemistische Reise (Le Voyage Alchimique), die 2016 erschien. Er ist Co-Autor, Komponist und Regisseur der Science-Fiction Hörspielreihe Die Ray Connor Saga, die 2016 in  Produktion ging.
2019 hat er für die Kammerkonzertreihe des Oldenburgischen Staatstheaters ein Sextett für Flöte, Oboe/Englischhorn, zwei Bratschen, Kontrabass und Schlagzeug komponiert mit dem Titel Mosaik.

2019 kam das Theaterstück Der Wartesaal – Das Fest des Königs zum 20-jährigen Jubiläum seines Chores Plan b zur Aufführung.
Für Theaterinszenierungen des Berliner Regisseurs Alexander Marusch komponierte er 2021 die Musik zu Kabale und Liebe für das Theater Rensburg und 2022 zu der Inszenierung Der zerbrochene Krug für das Wilhelma Theater Stuttgart.

## Filmmusik und Hörspielmusik (Auswahl)
- 1988: Filmmusik für die Reihe des Hessischen Rundfunks (HR) Die 10 Gebote
- 1991: Filmmusik zur 6-teiligen ARD-Fernsehserie Jocotobi
- 1995: Komposition zum ARD-Fernsehspiel, Komödie A la Minute mit Heinz Schenk u. a.; Musikkompositionen zu Fernsehspots der Bundeszentrale für gesundheitliche Aufklärung (BZgA)
- 1997: Filmmusik zur 24-teiligen Spielserie Einblicke für die Goetheinstitute
- 1998: Musik zur NDR Kabarettsendung scheibnerweise
- 2000: Filmtonmischung der NDR Fernsehproduktion … und plötzlich waren wir Feinde …
- 2001: Komposition einer Live-Orchester- und Chormusik zu dem Stummfilm Faust von F.W. Murnau, uraufgeführt durch das Philharmonische Staatsorchester Bremen
- 2008: Musikkomposition (und Sprechrolle) für das Hörspiel Mobil für den MDR, Regie: Gottfried von Einem
- 2012: Improvisation über ein Thema aus der Mondscheinsonate von Ludwig van Beethoven für die deutsche Komödie Man(n) tut was Man(n) kann von Marc Rothemund
- 2012: Komposition einer Musik für das Hörspiel Kipper für Radio Bremen
- 2013: Komposition einer Musik zur Dokumentation Die Reportage: Gänsekrieg in Ostfriesland für den NDR
- 2014: Musikkonzeption für den Imagefilm Ein Tag Kunst (nicht nur) für Kinder für die Kunsthalle Bremen; Musikkonzeption für den Imagefilm Was siehst Du? für die Kunsthalle Bremen
- 2019 Komposition Sextett „Mosaik“ (Flöte, Oboe/Englisch Horn, zwei Bratschen, Kontrabass und Schlagzeug, Uraufführung am 24. März 2019) für die Kammermusikreihe des Oldenburgischen Staatstheaters, dieses Werk wurde im Rahmen der Langen Nacht der Musik  2020 in Oldenburg noch weitere Male aufgeführt.
- 2018/19 Autor, Komponist und Regisseur des Theaterstückes „Der Wartesaal - Das Fest des Königs“ zum 20-jährigen Jubiläum des Chores Plan b
- 2021 Komposition Theatermusik „Kabale und Liebe“, Schleswig-Holsteinisches Landestheater Rensburg, Regie: Alexander Marusch
- 2022 Komposition Theatermusik „Der zerbrochene Krug“, Wilhelma Theater Stuttgart, Regie: Alexander Marusch

## Kompositionen (Auswahl)
- 1992: Komposition zu der CD-Produktion „Clouds“ mit der Band Connemara und Caroline Mas
- 1993: Theatermusik zu Viel Lärm um nichts (Theaterfestspiele Heppenheim)
- 1994: Theatermusik zu Don Gil von den grünen Hosen (Theaterfestspiele Heppenheim)
- 1996: Theatermusik zu Maria Stuart (Burgfestspiele Dreieichenhain)
- 1999: Auftragskompositionen für Ensembles der Neuen Musik
- 2001: Komposition einer Live-Orchester- und Chormusik zu dem Stummfilm „Faust“ von F.W. Murnau, uraufgeführt durch das Philharmonische Staatsorchester Bremen
- 2011: Theatermusik für Der eingebildete Kranke, (Theaterfestspiele Heppenheim)
- 2015: Komposition eines „Sextett“ (drei Bratschen, Cello, Oboe / Englisch Horn, Horn) für die Kammerkonzertreihe des Oldenburgischen Staatstheaters (Uraufführung am 3. Mai 2015 im Kleinen Haus des Staatstheaters Oldenburg, mit weiteren Aufführungen in der Langen Nacht der Musik in Oldenburg und Langen Nacht der Musik in Bremen)

## Hörspiel- / Hörbuchproduktionen inklusive Musikkompositionen (Auswahl)
- 2004: Hörspielproduktionen inklusive Musikkomposition: „Der geizige Vater“ nach Molieres Der Geizige, u. a. mit Uwe Friedrichsen, Jördis Triebel, Gisela Trowe
- 2004: „Rodrigos Tod“ nach Don Carlos von Schiller, u. a. mit Robert Stadlober und Hans Peter Hallwachs
- 2005: Hörbuchreihe (inklusive Musikkomposition) „Pixi Geschichten“ u. a. mit Gustav Peter Wöhler, Sabine Postel, Stefan Kaminski
- 2007: 25 Hörbücher in der Reihe „Große Geschichten – Neu erzählt“ (Universal Music Group, NFP) von Alice im Wunderland bis Onkel Toms Hütte (inklusive Musikkomposition) u. a. mit Jürgen Thormann, Ilja Richter, Rolf Becker, Judy Winter, Walter Kreye, Horst Janson
- 2008: Das Preußler Jahr, Neuproduktion inklusive Musikkomposition von Die kleine Hexe (Anna Thalbach, Stefan Kaminski u. a.); Der kleine Wassermann (Friedhelm Ptok u. a.); Das kleine Gespenst (Michael Habeck u. a.); Hotzenplotz (Johanna von Koczian, Dietmar Bär, Ilja Richter u. a.)
- 2009: „Die Weihnachtsgeschichte“ (Universal Audio, inklusive Musikkomposition) mit Pater Karl Wallner
- 2010: Produktion und Musikkonzept für die Hörspielreihe „Aufruhr der Liebe“ der Deutschen Grammophon
- 2013: CD-Produktion „Im Einklang – Richard Wagner trifft auf Lyrik seiner Zeit“ für die Deutsche Grammophon (Aufnahme/Konzeption/Produktion)
- 2014: Produktion mehrerer Audioguides für die Ausstellung „Sylvette, Sylvette, Sylvette. Picasso und das Modell“ für die Kunsthalle Bremen
- 2015: Regie und Produktion der deutschsprachigen Version der 7-teiligen DVD-Reihe „Die Alchemistische Reise“

## Auszeichnungen
- 1999: Auszeichnung beim Wettbewerb „Detmolder Hochschulforum Junger Komponisten“ mit dem Stück „Landschatten für Violoncello Solo“
- 2003: Preis der deutschen Schallplattenkritik für die im Auftrag der Deutschen Grammophon entstandene Hörspielproduktion (inklusive Musikkomposition) „Hamlets Rache“ (mit Will Quadflieg, Günter Lamprecht, Peter Striebeck, Stefan Schwartz)
- 2016: Auszeichnung für die Filmmusik des Kurzfilms „Martha“ beim „Independent Film Awards-Festival“ in Kalifornien.[18]
- 2020: Auszeichnung in der Kategorie „beste Filmmusik“ für den Kurzfilm „Martha“[19] Barcelona Planet Film Festival.